# Sérignac-Péboudou
Sérignac-Péboudou ist eine Gemeinde im Südwesten Frankreichs mit 176 Einwohnern (Stand: 1. Januar 2022) und liegt im Département Lot-et-Garonne in der Region Nouvelle-Aquitaine (bis 2016: Aquitanien).

## Geographie
Die Gemeinde liegt zwischen Villeneuve-sur-Lot und Bergerac.
Umgeben wird Sérignac-Péboudou von den folgenden Nachbargemeinden:
| Lauzun                 | Douzains                                    |                           |
| Saint-Colomb-de-Lauzun | Kompassrose, die auf Nachbargemeinden zeigt | Montauriol                |
| Montignac-de-Lauzun    | Ségalas                                     | Saint-Maurice-de-Lestapel |

## Demographie
Die Bevölkerungsentwicklung in Sérignac-Péboudou wird seit 1866 dokumentiert. 1867 wurde Sérignac-Péboudou von Ségalas eigenständig.
2016 zählte die Gemeinde 175 Einwohner, was keine Veränderung gegenüber 2010 bedeutet.
| Jahr      | 1866 | 1886 | 1901 | 1946 | 1975 | 1999 | 2006 | 2016 |
| --------- | ---- | ---- | ---- | ---- | ---- | ---- | ---- | ---- |
| Einwohner | 475  | 379  | 340  | 339  | 222  | 169  | 173  | 175  |

## Sehenswürdigkeiten

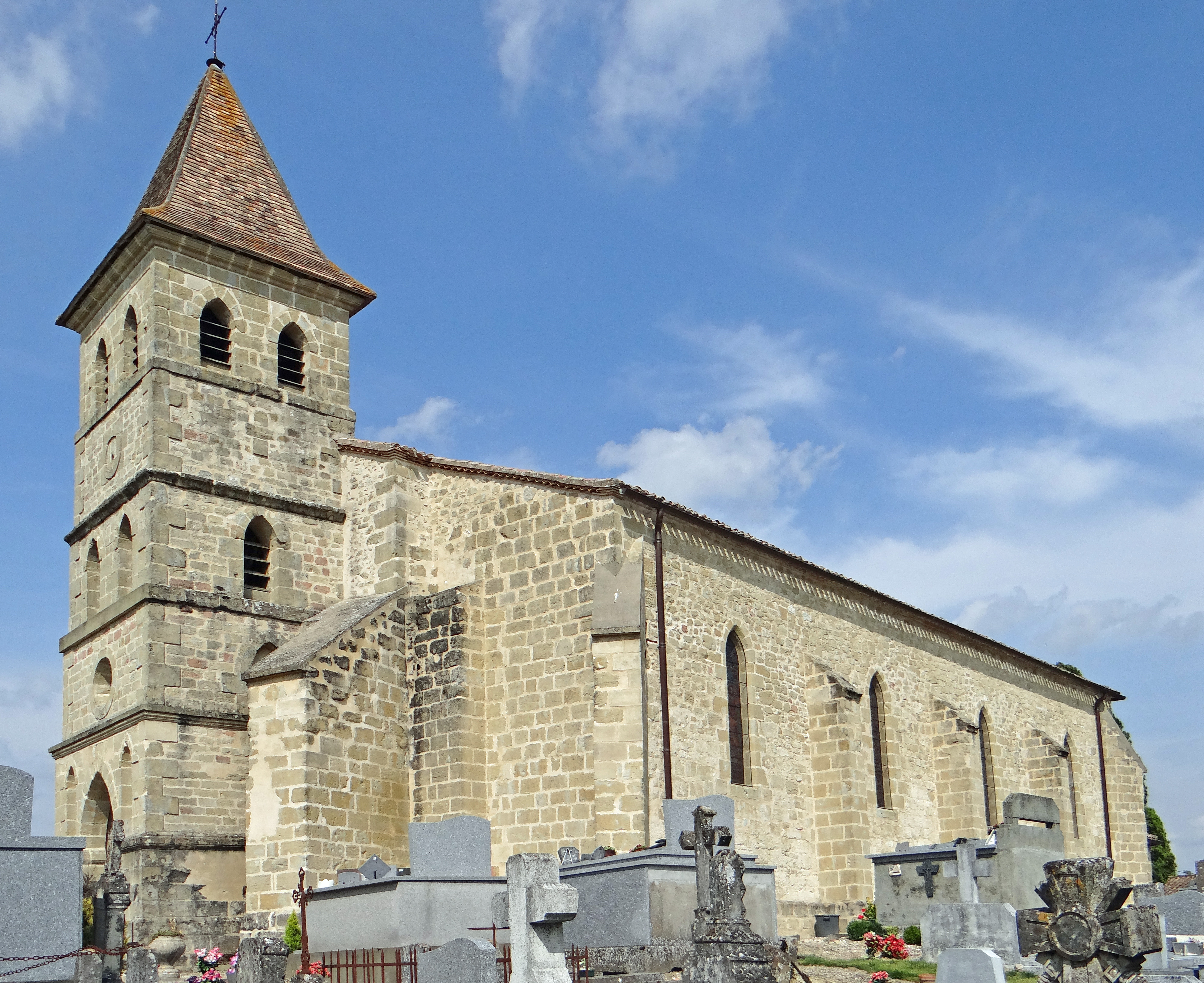
Église Notre-Dame
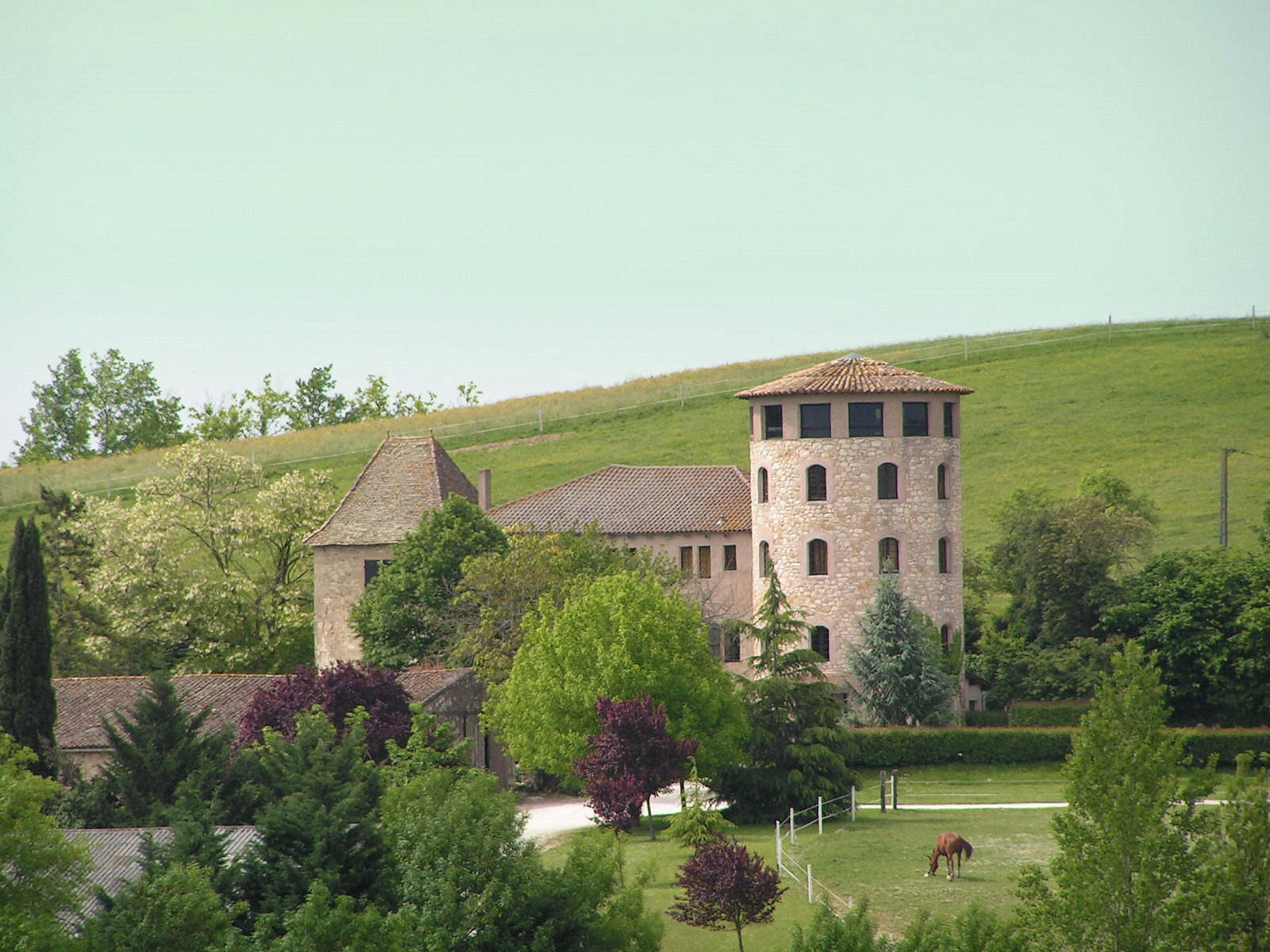
Domäne La Colombe

- Église Notre-Dame
- Domäne La Colombe